# Кахрис мелкоплодная
Кахрис мелкоплодная или Двулакунница мелкоплодная (Bilacunaria microcarpa) или Фенхель конский мелкоплодный (Hippomarathrum microcarpum) — вид небольших кустарниковых растений рода Кахрис (Cachrys) семейства Зонтичные (Apiaceae).
Встречается в Иране, Ираке, на Кавказе. Растёт по сухим холмам, глинистым склонам и лугам.
Химический состав не изучен.
Все части растения при растирании имеют слабо-пряный запах. Весенние молодые розетки листьев используются населением некоторых районов Армении в маринованном или соленом виде как пряная приправа к мясу или как овощное блюдо.

## Биологическое описание
Многолетнее ветвистое кустарникообразное растение высотой 100—150 см, голое, реже короткопушистое. Стебли крепкие, ребристые, с супротивными или мутовчатыми ветвями.
Прикорневые листья на длинных черешках. Прилистники в очертании продолговато-яйцевидные, многократно разделены на нитевидные дольки, заканчивающиеся острием. Стеблевые листья сидячие, менее крупные.
Соцветие — 7—12-лучевой зонтик. Лепестки желтые, голые.
Плоды продолговато-шаровидные, их ребра толстые, тупые, бородавчатые.
Цветёт в июне — августе.

## Классификация

### Таксономия[3]
Cachrys microcarpos M.Bieb., 1798, Tabl. Prov. Mer Casp. 113.
Вид Кахрис мелкоплодная относится к роду Кахрис (Cachrys) семейства Зонтичные (Apiaceae) порядка Зонтикоцветные  (Apiales). Кладограмма в соответствии с Системой APG IV:
|  |                                      |  |                                   |                                   |                     |  | ещё 6 семейств | ещё 6 семейств |                      |  |  |  | еще 10 подтвержденных видов и 6 в статусе "непроверенных" |
|  |                                      |  |                                   |                                   |                     |  | ещё 6 семейств | ещё 6 семейств |                      |  |  |  | еще 10 подтвержденных видов и 6 в статусе "непроверенных" |
|  |                                      |  |                                   | порядок Зонтикоцветные            |                     |  |                |                | род Кахрис           |  |  |  |                                                           |
|  |                                      |  |                                   | порядок Зонтикоцветные            |                     |  |                |                | род Кахрис           |  |  |  |                                                           |
|  | отдел Цветковые, или Покрытосеменные |  |                                   |                                   | семейство Зонтичные |  |                |                | Дудник лекарственный |  |  |  |                                                           |
|  | отдел Цветковые, или Покрытосеменные |  |                                   |                                   | семейство Зонтичные |  |                |                |                      |  |  |  |                                                           |
|  |                                      |  | ещё 63 порядка цветковых растений | ещё 63 порядка цветковых растений |                     |  |                | ещё 447 родов  | ещё 447 родов        |  |  |  |                                                           |
|  |                                      |  |                                   | ещё 63 порядка цветковых растений |                     |  |                |                | ещё 447 родов        |  |  |  |                                                           |

### Синонимы
- Bilacunaria microcarpa  (M.Bieb.) Pimenov & V.N.Tikhom.
- Cachrys amplifolia  Ledeb.
- Cachrys crispa  Pers.
- Cachrys libanotis  Salzm. ex Ball
- Cachrys longiloba  DC.
- Cachrys microcarpa  M.Bieb.
- Cachrys nudicaulis  Godet ex DC.
- Hippomarathrum amplifolium  Ledeb. ex C.A.Mey.
- Hippomarathrum crispum  W.D.J.Koch
- Hippomarathrum longilobum  B.Fedtsch. ex Grossh.
- Hippomarathrum microcarpum  (M.Bieb.) Petrov